# Екіпіровка (зупинний пункт)
Екіпіровка (також — Екіпірування, Екіпірувальний) — пасажирський залізничний зупинний пункт Полтавської дирекції Південної залізниці на електрифікованій лінії Полтава-Південна — Кременчук між зупинними пунктами Гірка (0,8 км) та Череднички (1 км). Розташований в місті Кременчук Полтавської області.

## Пасажирське сполучення
На платформі зупиняються приміські поїзди сполученням Кременчук — Полтава (лише у напрямку Полтави-Південної).